# Tir amb arc als Jocs Olímpics d'estiu de 1904
Als Jocs Olímpics de 1904 es disputaren sis competicions de tir amb arc, tres masculines i tres femenines. Només hi van participar arquers dels Estats Units, 23 homes i 6 dones.
Les proves van tenir poca semblança amb les disputades a altres jocs. Per primer cop es va introduir la prova per equips i les femenines.

## Resum de medalles

### Categoria masculina
| Prova                    | Or                                                                                       | Plata                                                                                        | Bronze                                                                                          |
| Ronda York detalls       | George Bryant                                                                            | Robert Williams                                                                              | William Thompson                                                                                |
| Ronda Americana detalls  | George Bryant                                                                            | Robert Williams                                                                              | William Thompson                                                                                |
| Ronda per equips detalls | Estats Units Potomac Archers William Thompson Robert Williams Louis Maxson Galen Spencer | Estats Units Cincinnati Archers Charles Woodruff William Clark Charles Hubbard Samuel Duvall | Estats Units Boston Archers George Bryant Wallace Bryant Cyrus Edwin Dallin Henry B. Richardson |

### Categoria femenina
| Prova                    | Or                                                                      | Plata                                | Bronze         |
| Ronda Nacional detalls   | Matilda Howell                                                          | Emma Cooke                           | Jessie Pollock |
| Ronda Columbia detalls   | Matilda Howell                                                          | Emma Cooke                           | Jessie Pollock |
| Ronda per equips detalls | Estats Units Matilda Howell Jessie Pollock Laura Woodruff Louise Taylor | Estats Units Emma Cooke Mabel Taylor | No es concedí  |

## Medaller
| Posició | País         | Or | Argent | Bronze | Total |
| 1       | Estats Units | 6  | 6      | 5      | 17    |